# 守口市站
守口市站（日语：／ Moriguchishi eki */?）是位于守口市河原町1番1号，属于京阪電氣鐵道京阪本线的铁路车站。

## 历史
- 1910年（明治43年）4月15日：京阪本線開通同時守口站開業。
- 1918年（大正7年）3月1日：车站京都一側守口車庫竣工[1]。
- 1931年（昭和6年）10月14日：该站至蒲生（現京桥）站专用軌道化[1]。
- 1933年（昭和8年）12月29日：该站至蒲生信号所线路四线化[1]。
- 1934年（昭和9年）9月21日：受室户台風影响，紧邻的守口車庫木造检車庫损坏[1]。
- 1943年（昭和18年）10月1日：公司合并，成为京阪神急行電铁车站[2]。
- 1944年（昭和19年）7月16日：急行电车停靠该站。
- 1949年（昭和24年）12月1日：公司分割，重新成为京阪電气铁道车站[2]。
- 1955年（昭和30年）11月15日：车站扩建工作完成[3]。
- 1964年（昭和39年）
  - 4月1日：京阪守口大楼竣工[4]。
  - 8月12日：橋上站房完成[3]。
- 1971年（昭和46年）6月20日：改称守口市站[3]。
- 1972年（昭和47年）2月2日：紧邻车站的守口工厂、守口車庫废止。
- 1976年（昭和51年）8月22日：守口車庫遗址临时站台开始使用[5]。
- 1979年（昭和54年）4月15日：京都方向站台高架化[5]。
- 1980年（昭和55年）
  - 3月23日：除早晚外急行、准急电车均会停靠该站[5]。
  - 6月8日：大阪方向站台高架化[6]。
- 1982年（昭和57年）3月29日：高架化工事竣工[7]。
- 1985年（昭和60年）
  - 10月6日：站前公交站台完成、京阪巴士引入该站。
  - 10月12日：在原守口工厂、守口車庫遗址建造的京阪百貨店1号店開業。
- 1990年（平成2年）7月1日：站台等待室引入空调[8]。
- 1998年（平成10年）
  - 9月：東口、西口洗手间改进为多功能洗手间[9]。
  - 10月22日：京都方向站台商店開店。
- 2004年（平成16年）12月：站台東口側和站厅层安装轮椅用电梯[10]。
- 2006年（平成18年）
  - 3月17日：车站内開店[11]。
  - 12月：站台启用异常通报装置[12]。
- 2007年（平成19年）2月1日：自動定期券发行機开始使用[13]。
- 2008年（平成20年）10月19日：新快速急行电车停靠站（但同日新設的通勤快急、深夜急行和通勤准急通過不停站）。
- 2016年（平成28年）3月15日：站厅层设置乘客案内表[14]。

## 车站构造

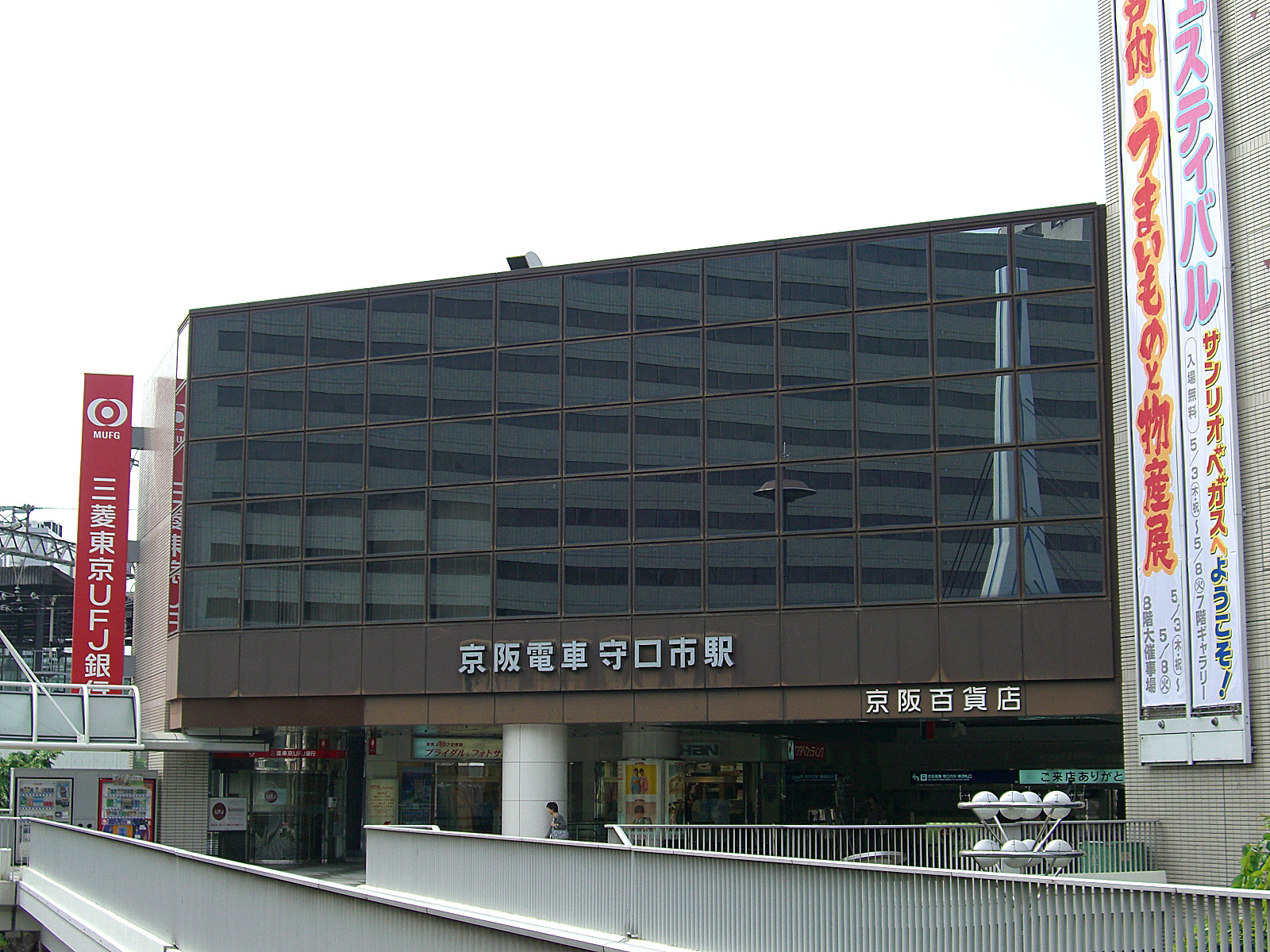
东口（2007年5月）

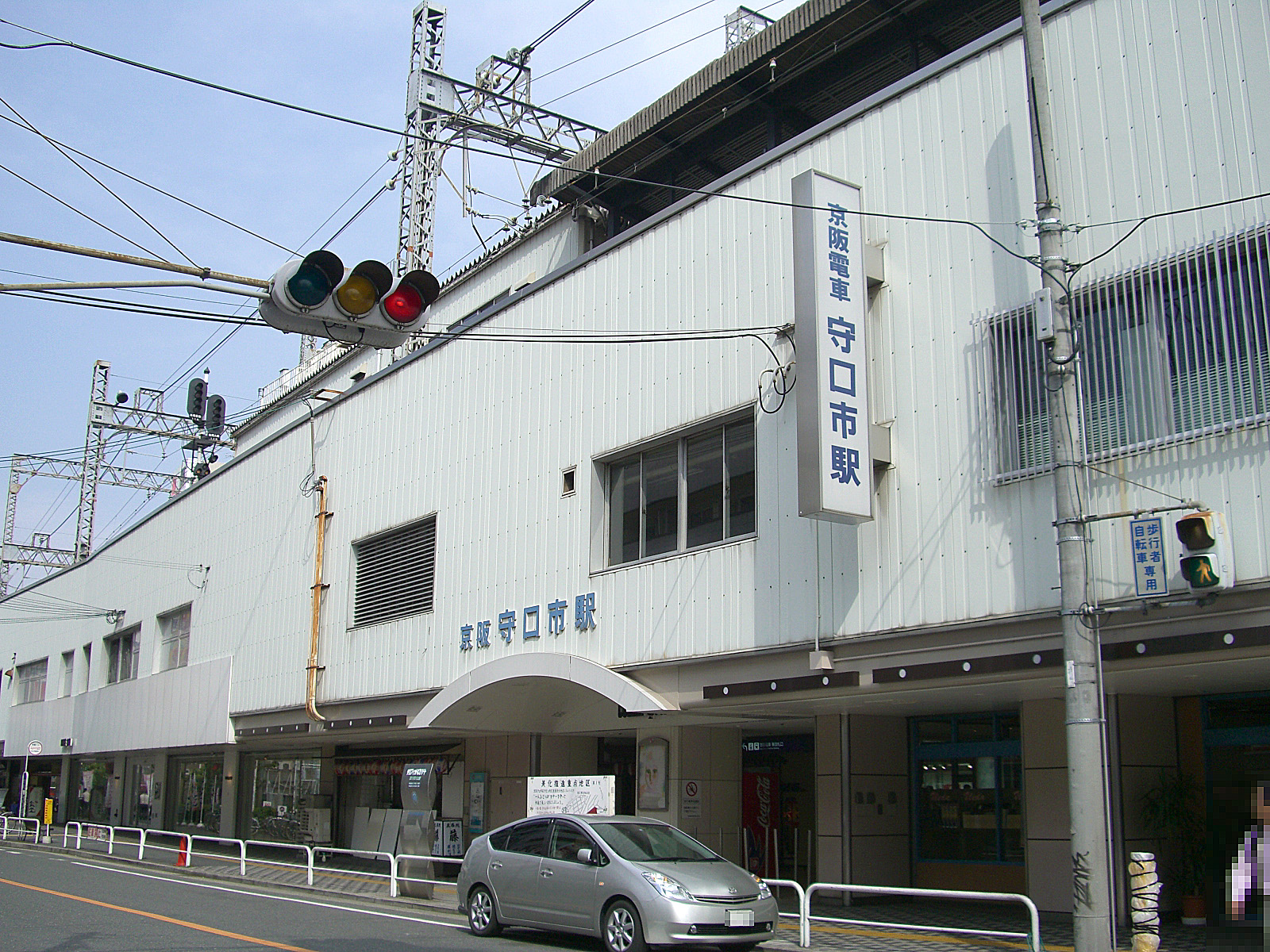
西口（2007年5月）

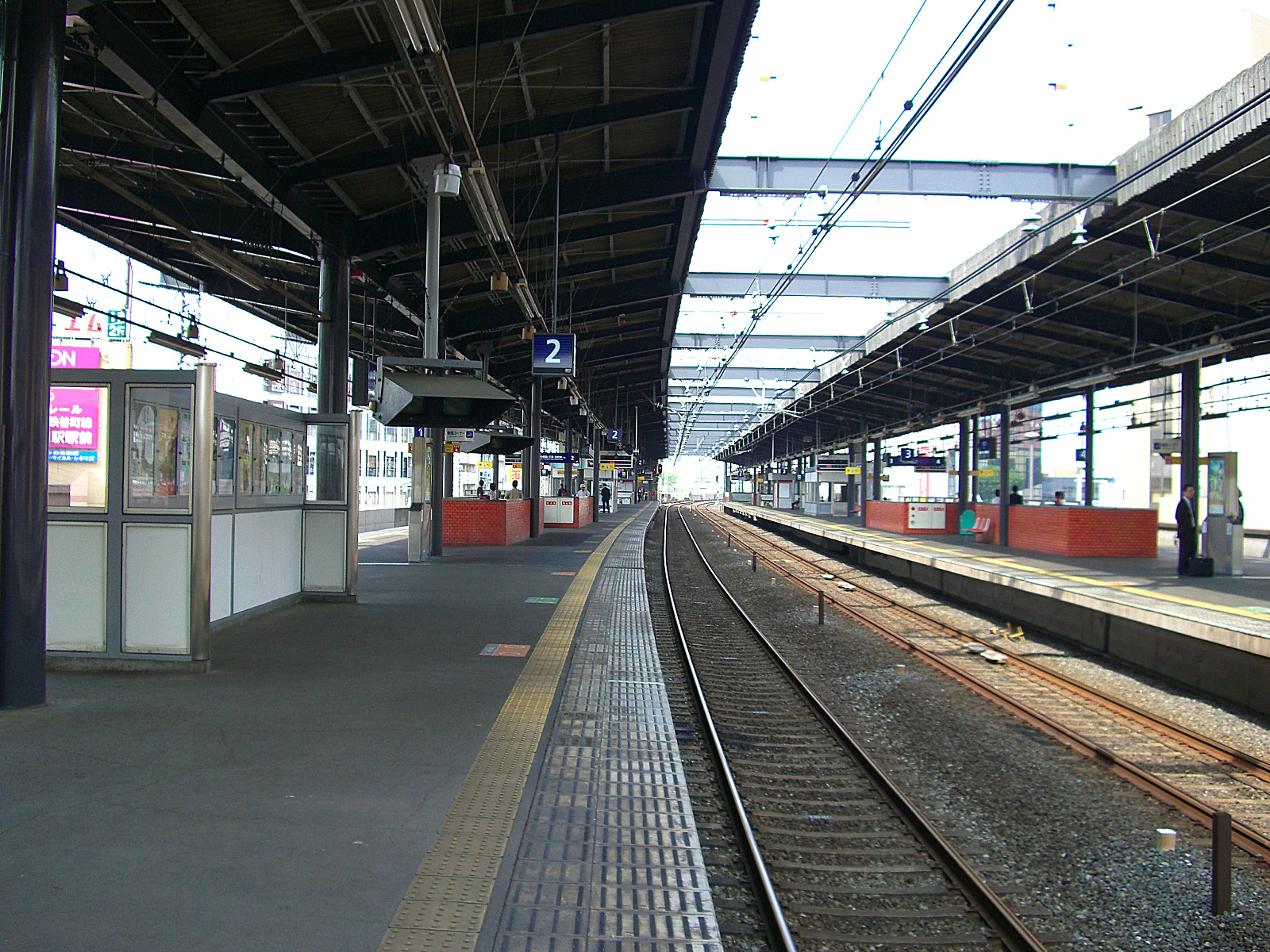
站台（2007年5月）

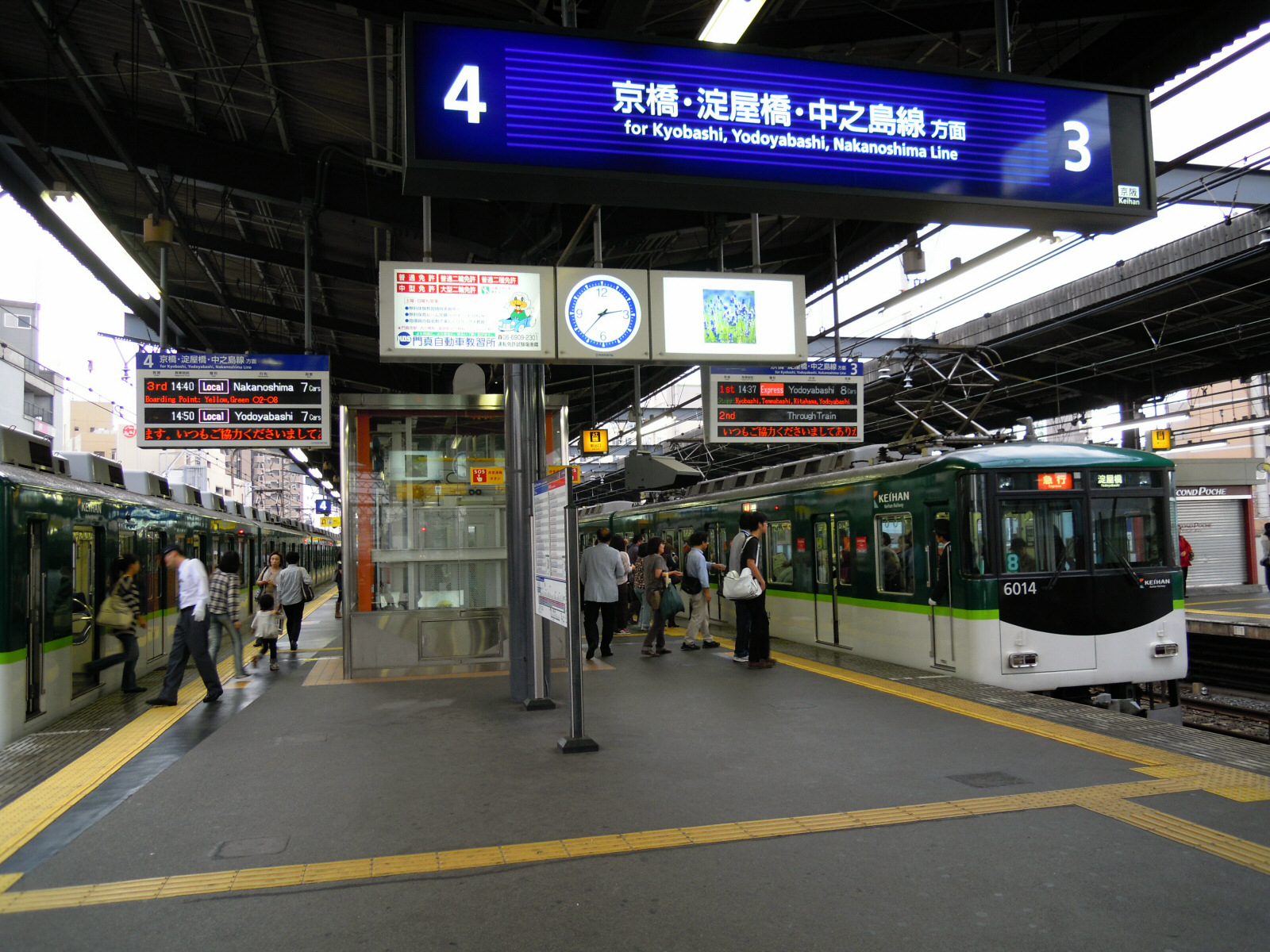
3、4站台（2012年5月）

2015年8月至2016年3月间对车站进行了耐震补强施工。
该站为3层构造的高架车站，检票口及站厅位于2层，站台位于3层。2层东西各设置有一个检票口，其中东检票口外为京阪百货店。
车站为2面4线的岛式站台，早高峰时期除部分电车外准急、急行、快速急行电车均停靠中央的2、3站台，外侧1、4站台为各站停车和区间急行电车停靠。
| 月台 | 路線     | 方向 | 目的地                           |
| ---- | -------- | ---- | -------------------------------- |
| 1、2 | 京阪本線 | 上行 | 枚方市、中書島、三條、出町柳方向 |
| 3、4 | 京阪本線 | 下行 | 京橋、淀屋橋、中之島線方向       |

## 使用状况
2018年特定日的一日上下車人次为35,524人次。
| 年度               | 特定日   | 特定日   | 特定日   | 来源   |
| 年度               | 調査日   | 乘降人員 | 乘車人員 | 来源   |
| ------------------ | -------- | -------- | -------- | ------ |
| 1990年（平成02年） | 11月06日 | 58,433   | 29,663   | [ 15 ] |
| 1991年（平成03年） | -        | -        | -        |        |
| 1992年（平成04年） | 11月10日 | 60,052   | 30,490   | [ 16 ] |
| 1993年（平成05年） | -        | -        | -        |        |
| 1994年（平成06年） | -        | -        | -        |        |
| 1995年（平成07年） | 11月21日 | 56,902   | 28,492   | [ 17 ] |
| 1996年（平成08年） | -        | -        | -        |        |
| 1997年（平成09年） | -        | -        | -        |        |
| 1998年（平成10年） | 11月10日 | 52,524   | 26,906   | [ 18 ] |
| 1999年（平成11年） | -        | -        | -        |        |
| 2000年（平成12年） | 11月07日 | 49,330   | 25,379   | [ 19 ] |
| 2001年（平成13年） | -        | -        | -        |        |
| 2002年（平成14年） | 12月10日 | 51,103   | 26,348   | [ 20 ] |
| 2003年（平成15年） | 10月28日 | 49,553   | 25,127   | [ 21 ] |
| 2004年（平成16年） | 11月09日 | 49,564   | 25,431   | [ 22 ] |
| 2005年（平成17年） | 11月08日 | 48,349   | 24,765   | [ 23 ] |
| 2006年（平成18年） | 11月07日 | 46,733   | 23,910   | [ 24 ] |
| 2007年（平成19年） | 11月13日 | 47,556   | 24,465   | [ 25 ] |
| 2008年（平成20年） | 11月11日 | 44,910   | 22,864   | [ 26 ] |
| 2009年（平成21年） | 11月10日 | 42,724   | 21,722   | [ 27 ] |
| 2010年（平成22年） | 11月09日 | 42,332   | 21,819   | [ 28 ] |
| 2011年（平成23年） | 11月01日 | 43,152   | 22,106   | [ 29 ] |
| 2012年（平成24年） | 10月31日 | 39,684   | 20,397   | [ 30 ] |
| 2013年（平成25年） | 11月12日 | 37,765   | 19,350   | [ 31 ] |
| 2014年（平成26年） | 11月11日 | 36,778   | 18,797   | [ 32 ] |
| 2015年（平成27年） | 11月10日 | 36,577   | 18,728   | [ 33 ] |
| 2016年（平成28年） | 11月08日 | 35,378   | 17,947   | [ 34 ] |
| 2017年（平成29年） | 11月07日 | 36,451   | 18,601   | [ 35 ] |
| 2018年（平成30年） | 11月06日 | 35,524   | 18,104   | [ 36 ] |

## 车站周边
- 京阪百貨店守口店、本社
- 京阪守口大楼
- 守口文化中心
- 守口市民体育館
- 关西电力守口变電所
- 京阪電气铁道守口变電所
- 守口市役所
- 守口郵便局
- 守口大枝郵便局
- 大阪電气通信大学高等学校
- 大阪府立芦間高等学校
- 大阪府立淀川工科高等学校
- 大阪電气通信大学高等学校
- 大阪市营地铁谷町线 守口站：直线距离约260米
- 文禄堤

## 巴士路线
车站接驳巴士服务由京阪巴士负责，在车站东西侧各设有京阪守口市站和守口市站西口两站。

## 相鄰車站
京阪電氣鐵道
 京阪本線
■快速特急「洛樂」、□Liner・■特急・■通勤快急・■深夜急行・■通勤准急
通過
■快速急行・■急行
京橋（KH04）－守口市（KH11） －寢屋川市（KH17）
■准急
京橋（KH04）－守口市（KH11）－萱島（KH16）
■区間急行
京橋（KH04）－守口市（KH11）－西三莊（KH12）
■普通
土居（KH10）－守口市（KH11）－西三莊（KH12）

## 外部連結
- 守口市 - 京阪電氣鐵道